# Fanja Baron
Fanja Anisimowna Baron, (ros. Фа́ня Ани́симовна Ба́рон; ur. 1887 w Wilnie, zm. 29 września 1921 w Moskwie) – rosyjska anarchistka oraz rewolucjonistka.     

## Życiorys
Urodziła się w 1887 w Wilnie w żydowskiej rodzinie jako Frejda Anisimowna Greck. Zaangażowana była w działalność anarchistyczną w Cesarstwie Rosyjskim, jednak, ze względu na represje, wyjechała do Francji. Stamtąd, również z powodu groźby aresztowania, uciekła do Stanów Zjednoczonych. Tam jej rodzina zmieniła nazwisko na Grefenson. W USA poznała innego anarchistę, uciekiniera z Syberii - Arona Barona, z którym po pewnym czasie wzięła ślub. Razem z mężem działali w chicagowskim ruchu anarchistycznym, m.in. w związku zawodowym Robotnicy Przemysłowi Świata. Współpracowali również z Lucy Parsons przy redagowaniu anarchistycznej gazety „Alarm”, a w 1915 brali udział w protestach bezrobotnych.  
W czerwcu 1917 powróciła do Rosji ze swoim mężem i Borisem Jelenskim. Wstąpiła do Konfederacji Grup Anarchistycznych Ukrainy Nabat, w której działała w latach 1919-1920. Podczas konferencji w Charkowie, 25 listopada 1920 została aresztowana, razem z innymi anarchistami, przez funkcjonariuszy Czeki.  
Od wiosny 1921 przebywała w więzieniu w Riazaniu. Uciekła stamtąd, razem z 9 innymi anarchistami, 10 lipca 1921 roku. Planowała następnie pomóc swojemu mężowi uciec z więzienia w Moskwie. Szukała schronienia u brata Arona, który był członkiem Rosyjskiej Partii Komunistycznej i została aresztowana przez Czeka 17 sierpnia w swoim domu. Nie jest jednak jasne, czy szwagier Fanji był zamieszany w jej zatrzymanie.   
Została oskarżona o antysowieckie akty przestępczości i skazana na karę śmierci. Rozstrzelano ją 29 września 1921 w Moskwie, razem z 9 innymi anarchistami, w tym z Lwem Czornyjem.